# Halse (Somerset)
Pour les articles homonymes, voir Halse.
Halse est une paroisse civile et un village du Somerset, en Angleterre.